# Vrânceni, Zastavna
Vrânceni, întâlnit și sub forma Verenceanca, (în ucraineană Веренчанка, transliterat: Verenceanka și în germană Werenczanka) este un sat reședință de comună în raionul Zastavna din regiunea Cernăuți (Ucraina). Are 3,701 locuitori, preponderent ucraineni (ruteni).
Satul este situat la o altitudine de 230 metri, pe malul pârâului Sovița, în partea de nord-vest a raionului Zastavna. De această comună depinde administrativ satul Iablunivca.

## Istorie
Localitatea Vrânceni a făcut parte încă de la înființare din regiunea istorică Bucovina a Principatului Moldovei, numindu-se inițial Stăucenii Vechi. Prima atestare documentară a localității datează din 20 mai 1589.
În ianuarie 1775, ca urmare a atitudinii de neutralitate pe care a avut-o în timpul conflictului militar dintre Turcia și Rusia (1768-1774), Imperiul Habsburgic (Austria de astăzi) a primit o parte din teritoriul Moldovei, teritoriu cunoscut sub denumirea de Bucovina. După anexarea Bucovinei de către Imperiul Habsburgic în anul 1775, localitatea Vrânceni a făcut parte din Ducatul Bucovinei, guvernat de către austrieci, făcând parte din districtul Zastavna (în germană Zastawna). 
După Unirea Bucovinei cu România la 28 noiembrie 1918, satul Vrânceni a făcut parte din componența României, în Plasa Nistrului a județului Cernăuți. Pe atunci, majoritatea populației era formată din ucraineni, existând și comunități de români și de evrei. În perioada interbelică, funcționa aici o gară (pe linia CFR Jurcăuți - Vrânceni).
Ca urmare a Pactului Ribbentrop-Molotov (1939), Bucovina de Nord a fost anexată de către URSS la 28 iunie 1940, reintrând în componența României în perioada 1941-1944. Apoi, Bucovina de Nord a fost reocupată de către URSS în anul 1944 și integrată în componența RSS Ucrainene. 
Începând din anul 1991, satul Vrânceni face parte din raionul Zastavna al regiunii Cernăuți din cadrul Ucrainei independente. Conform recensământului din 1989, numărul locuitorilor care s-au declarat români plus moldoveni era de 32 (5+27), reprezentând 0,81% din populație . În prezent, satul are 3.701 locuitori, preponderent ucraineni.

## Demografie
Componența lingvistică a localității Vrânceni
     Ucraineană (99,43%)
     Alte limbi (0,57%)
Conform recensământului din 2001, majoritatea populației localității Vrânceni era vorbitoare de ucraineană (99,43%), existând în minoritate și vorbitori de alte limbi.
1930: 4.066 (recensământ)
1989: 3.943 (recensământ)
2007: 3.701 (estimare)

### Recensământul din 1930
Componența etnică a comunei Vrânceni (județul Cernăuți)
     Ruteni (89,76%)
     Evrei (6,34%)
     Polonezi (2,75%)
     Altă etnie (1,15%)
Componența confesională a comunei Vrânceni
     Ortodocși (88,63%)
     Romano-catolici (3%)
     Mozaici (6,34%)
     Greco-catolici (1,37%)
     Altă religie (0,66%)
Conform recensământului efectuat în 1930, populația comunei Vrânceni se ridica la 4.066 locuitori. Majoritatea locuitorilor erau ruteni (89,76%), cu o minoritate de evrei (6,34%) și una de polonezi (2,75%). Alte persoane s-au declarat: români (27 de persoane), germani (8 persoane), maghiari (1 persoană), ruși (6 persoane) și armeni (1 persoană). Din punct de vedere confesional, majoritatea locuitorilor erau ortodocși (88,63%), dar existau și mozaici (6,34%), romano-catolici (3,00%) și greco-catolici (1,37%). Alte persoane au declarat: evanghelici\luterani (1 persoană), armeano-catolici (4 persoane), baptiști (4 persoane), altă religie (1 persoană) și fără religie (16 persoane).

## Obiective turistice
- Biserica de lemn cu hramul „Adormirea Maicii Domnului” - construită în anul 1794[6]

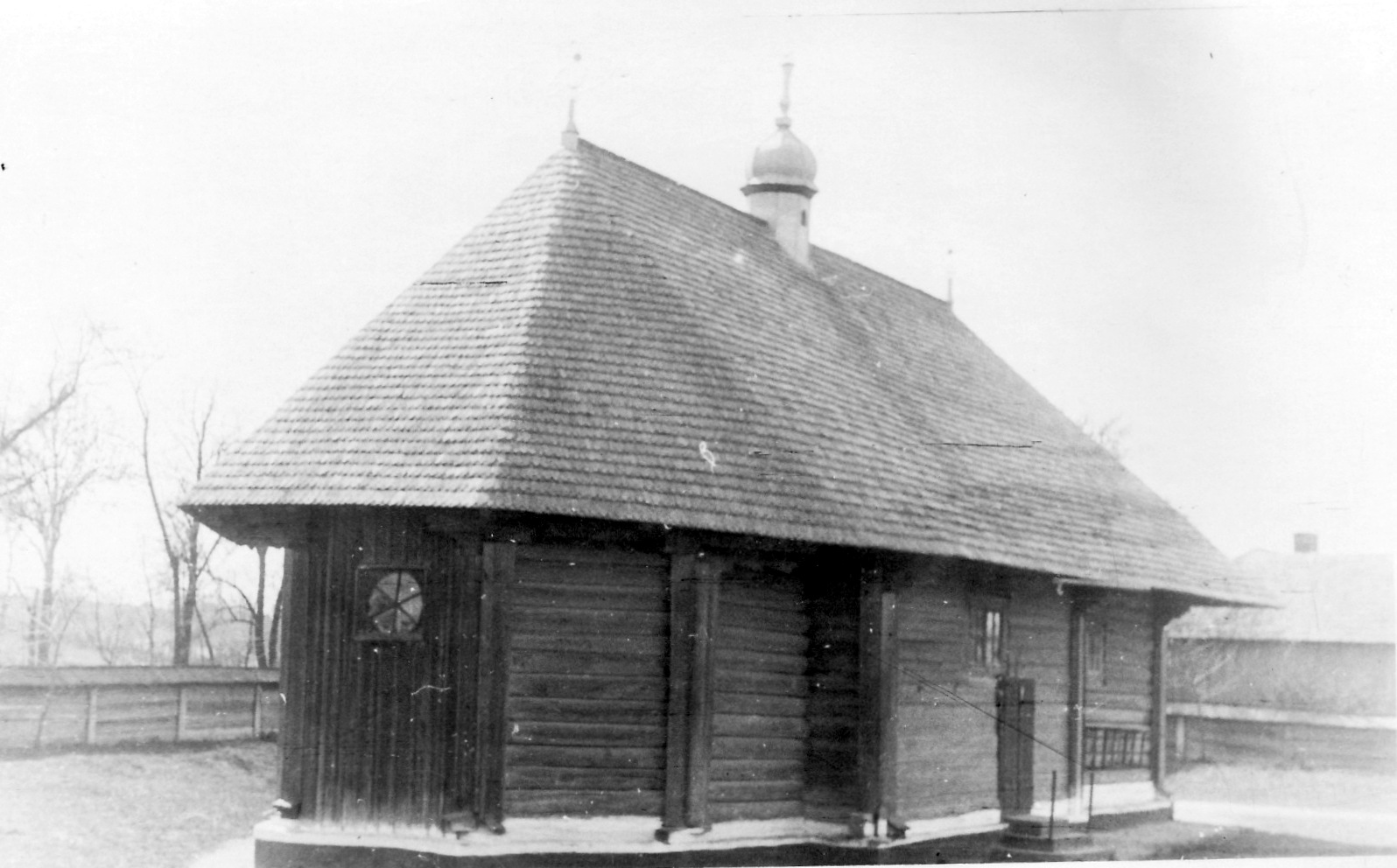
Biserica de lemn (1936)